# J.T. Brown
Joshua Thomas "J.T." Brown, född 2 juli 1990, är en amerikansk före detta professionell ishockeyspelare som i Sverige spelade för IF Björklöven i Hockeyallsvenskan.
Han har tidigare spelat på NHL-nivå för Anaheim Ducks och Tampa Bay Lightning.
Den 1 juli 2018 skrev han som free agent på ett tvåårskontrakt värt 1 375 000 dollar med Minnesota Wild.